# Angel Yeast
Angel Yeast Co., Ltd. (кит. упр. 安琪酵母股份有限公司 Ангел дрожжи) — межнациональная китайская компания, крупнейший производитель дрожжей со штаб-квартирой в Ичан.

## Описание
Компания основана в 1986 году. Имеет листинг на Шанхайской фондовой бирже. Производит дрожжи для хлебопечения, сырье для спиртовой промышленности, ферменты, дрожжевые экстракты, пищевые добавки. Общая производственная мощность дрожжевых продуктов превышает 240 000 тонн, а годовой объем продаж достигает 1 миллиарда долларов США.
Angel Yeast имеет четыре собственные фабрики в городах Китая Биньчжоу мощностью 20000 тонн дрожжей в год, в Лючжоу, Или-Казахском автономном округе, Дэхун-Дай. Также имеет свой завод в городе Чифэн (Монголия) мощностью 5000 тонн дрожжей в год, завод в Бени-Суэйф (Египет).
В феврале 2019 года в России, на площади более 450 акров в особой экономической зоне Данкова, Липецкой области, построен и запущен завод «Ангел Ист Рус» мощностью в 30 000 тонн дрожжей в год, с общим объемом инвестиций 100 миллионов долларов США.
Председателем совета директоров Angel Yeast Co., Ltd. являлся Юй Сюэфэн который 12 июля 2019 года ушел на пенсию.